# 마르톤 루아너
마르톤 루아너(헝가리어: Márton Luana, 2006년 2월 16일~)는 헝가리의 태권도 선수로 2023년 세계 태권도 선수권 대회에서 우승을 차지했다.

## 개인사
스페인 산타크루스데테네리페에서 킥복싱 선수인 아버지 졸트와 핸드볼 선수인 어머니 버르버러의 딸로 태어났다.
쌍둥이 자매인 마르톤 비비어너도 태권도 선수이다.